# Mario de la Rosa
Mario de la Rosa (* 1. Januar 1974) ist ein spanischer Filmschauspieler.
Rosa tritt seit 2010 als Schauspieler in Film und Fernsehen in Erscheinung. International bekannt wurde er mit der Netflix-Serie Haus des Geldes, in der er von 2017 bis 2021 als Polizist „Suárez“ zu sehen war. In kleinen Rollen war er 2019 in den Hollywood-Produktionen Hellboy – Call of Darkness (als „Esteban Ruiz“) und Terminator: Dark Fate (als „mexikanischer Polizist“) zu sehen. Sein Schaffen umfasst mehr als 30 Produktionen.

## Filmografie (Auswahl)
- 2016: Auferstanden (Risen)
- 2017: Einer gegen alle – Trau niemals einem Dieb (Plan de fuga)
- 2017–2021: Haus des Geldes (La casa de papel, Fernsehserie, 34 Folgen)
- 2018: Ignatius von Loyola (Ignacio de Loyola)
- 2019: Hellboy – Call of Darkness
- 2019: Terminator: Dark Fate
- 2021: El cuartito
- 2023: Dr. Garcías Patienten (Los pacientes del doctor García, Fernsehserie, 3 Folgen)